# Wieża Ta’ Ġawhar
Wieża Ta' Ġawhar (malt. It-Torri ta' Ġawhar, ang. Ta' Ġawhar Tower) – okrągła punicko-rzymska wieża w Safi na Malcie. Wieża jest najlepiej zachowaną z sześciu punicko-rzymskich wież na Malcie, o przybliżonej wysokości siedmiu warstw bloków kamiennych. Wieża zbudowana została prawdopodobnie podczas wojen punickich, jej użytkowanie kontynuowane było w okresie rzymskim, aż do zniszczenia jej w III wieku n.e.

## Opis wieży
Na głównej wyspie Malta przetrwało, w różnym stopniu zachowania, sześć okrągłych wież. Prawdopodobnie jest to konstrukcja punicka, wydaje się, że została zbudowana w okresie niepokojów związanych z wojnami punickimi w III i II wieku p.n.e.
Pozostałości wieży Ta' Ġawhar zawierają dolne siedem warstw bloków kamiennych murów wieży. Jest wybudowana z dużych ciosanych bloków kamiennych, typowych dla architektury punickiej. Ściany na poziomie fundamentu są grube na 3 metry, zaś całkowita średnica wieży wynosi 14–16 metrów. Wieża posiada też prostokątną cysternę, przylegającą do niej.
Wieża Ta' Ġawhar została odkopana przez Davida Trumpa w latach sześćdziesiątych XX wieku. Znaleziska zawierają dwa brązowe wiaderka, obuch siekiery o dwóch ostrzach, kolczyk ze złotego drutu, oraz zwęgloną bułkę zasypaną w następstwie pożaru budynku. Znalezione zostały też dwie monety: jedna, datowana na 35 rok n.e., została wybita na Malcie, z napisem Arruntanus Balbus, druga to moneta z III wieku n.e., przedstawiająca rzymskiego cesarza Klaudiusza II Gockiego. Trump określił datę zniszczenia wieży na koniec III wieku, oraz sugerował połączenie tego z najazdem Herulów w roku 269.
Wieża zaliczona jest przez Malta Environment and Planning Authority do zabytków narodowych 1. klasy, jest również umieszczona na liście National Inventory of the Cultural Property of the Maltese Islands.